# كاثرين كوبر
كاثرين كوبر (3 نوفمبر 1903 - 3 سبتمبر 1981)، والمعروفة لفترة وجيزة باسم دولسي كوبر، كانت ممثلة مسرحية أمريكية أسترالية المولد قامت أيضًا بأداء في الأفلام الصامتة ولاحقًا في التلفزيون.

## وصلات خارجية
- كاثرين كوبر على موقع IMDb (الإنجليزية)
- كاثرين كوبر على موقع أول موفي (الإنجليزية)
- كاثرين كوبر على موقع قاعدة بيانات برودواي على الإنترنت (الإنجليزية)
- كاثرين كوبر على موقع قاعدة بيانات برودواي على الإنترنت (الإنجليزية)
- كاثرين كوبر على موقع كينوبويسك (الروسية)